# Peter Pictorius
Peter Pictorius der Ältere (* 1626 auf Møn; † 1685 in Coesfeld) war ein dänischer, im Hochstift Münster tätiger Architekt und Ingenieur.

## Leben
Peter Pictorius wurde als Sohn eines lutherischen Predigers auf der dänischen Insel Møn geboren. Es wird angenommen, dass sein Name eine beschreibende Funktion hat (Pictorius = lat. für Maler). In jungen Jahren wurde er dänischer Gesandtschaftssekretär in London und Rom und trat dort im Gefolge der Königin Christine von Schweden zum katholischen Glauben über und in die Dienste des Königs von Neapel ein. Es wird angenommen, dass er dort erste Erfahrungen im Bereich der Vermessung und Zeichnung machte.
Als Peter Pictorius von einer schweren Erkrankung seines Vaters erfuhr, reiste er zurück, geriet aber um 1654 im Münsterland Werbern des münsterschen Fürstbischofs Christoph Bernhard von Galen in die Hände und musste als gemeiner Soldat im Rang eines Artilleriefähnrichs in einer Kürassiereinheit dienen. Im Anschluss wurden seine Bildung und Fähigkeiten eher zufällig entdeckt. 1660 heiratete er Elisabeth Dörholt.
Pictorius stieg 1667 zum fürstlichen Landesvermesser und damit zum zweithöchsten Beamten nach Bernhard Spoede auf. 1680, nach dem Tod Spoedes, rückte er zum ranghöchsten Baubeamten des Landes auf. Zudem erhielt er den Titel eines praefectus architecturae bellicae (lateinisch Vorsteher der Kriegsarchitektur), also des Leiters der Festungsbauten. Aufgrund der Fremdregierung von Maximilian Heinrich, Kurfürst von Köln, und der eher bescheidenen und militärisch geprägten Lebensweise von Bischof von Galen, blieben während seiner Lebenszeit größere Aufträge aus. Als ausführender Architekt ist Pictorius lediglich bei der Galenschen Kurie am Domplatz in Münster, die zwischen 1664 und 1668 nach seinen Entwürfen entstand, sicher nachzuweisen. Bei dem bekannten Schlossentwurf für die Coesfelder Zitadelle hingegen dürfte es sich lediglich um eine Präsentationszeichnung handeln, die der Bischof selbst vermutlich nie zu Gesicht bekam.

## Ehrungen
1685, kurz nach seinem Tod, wurde ein Grabdenkmal in der Jakobikirche in Coesfeld errichtet. Außerdem wurde Pictorius ein hochlobendes Zeugnis der Bischöflichen Regierung ausgestellt: „… man mögte aber woll wünschen, daß man seinesgleichen an qualification und treu für selbige wieder haben könnte, da man gnugsamb zu thuen gehabt, ihn für solche emolumentis alhie zu halten.“

## Werke
- Zitadelle der Ludgerusburg, Coesfeld
- Zitadelle von Münster, der heutige Schlossgarten
- Marienkapelle (Telgte)
- Festung Vechta
- Wehrbefestigung zu Münster
- Vierflügliges Schloss zu Fratenhausen
- Entwurf eines Klosters mit Kirche
- Galen Epitaph
- Jesuitenkirche, Coesfeld (Konkurrenzentwurf, nicht ausgeführt)
- Haus Vornholz